# شیخ کامارا
شیخ کامارا (انگلیسی: Cheick Camara; ۱۶ آوریل ۱۹۹۸) دونده سرعت اهل گینه است. وی در مسابقات جهانی دو و میدانی ۲۰۱۹ شرکت کرده‌است.